# Partido Obrero de Barbados
El Partido Obrero de Barbados fue un partido político marxista minoritario en Barbados. Fue establecido el 1 de mayo de 1985 por George Belle y participó en las elecciones de 1986, cuando presentó dos candidatos. El partido recibió solo 40 votos, no obtuvo ningún escaño y no ha participado en elecciones posteriores.